# Lluís Carreras
 (octobre 2014).
Si vous disposez d'ouvrages ou d'articles de référence ou si vous connaissez des sites web de qualité traitant du thème abordé ici, merci de compléter l'article en donnant les références utiles à sa vérifiabilité et en les liant à la section « Notes et références ».
Pour les articles homonymes, voir Carreras.
Lluís Carreras Ferrer, né le 24 septembre 1972 à Sant Pol de Mar (province de Barcelone, Espagne), est un footballeur espagnol des années 1990 et 2000 qui jouait au poste de défenseur. Il s'est ensuite reconverti en entraîneur.

## Biographie

### Joueur
Lluís Carreras se forme à La Masia, le centre de formation du FC Barcelone. Entre 1990 et 1993, il joue avec l'équipe réserve, le FC Barcelone B. Carreras débute en première division avec le Barça le 4 avril 1993 lors d'un match face au CD Logroñés (victoire 3 à 0).
Lors de l'été 1993, il est recruté par le Real Oviedo. En 1994, il rejoint le Racing de Santander. En 1995, il revient au FC Barcelone.
Carreras joue au RCD Majorque entre 1996 et 2001. Il remporte la Supercoupe d'Espagne en 1998 face au FC Barcelone.
En 2001, il signe avec l'Atlético de Madrid où il reste jusqu'en 2003. En 2003, il est recruté par le Real Murcie.
Il joue avec le Deportivo Alavés entre 2004 et 2007, date à laquelle il met un terme à sa carrière de joueur.

### Entraîneur
Lluís Carreras entraîne le CE Sabadell entre 2010 et 2013.
Il entraîne le RCD Majorque (D2) entre février et mai 2014.
En décembre 2015, à la suite du limogeage de Ranko Popovic, il devient entraîneur du Real Saragosse (D2). Il quitte le club en juin 2016 sans avoir atteint l'objectif de la promotion en D1.
En février 2019 il retrouve les bancs en devenant entraîneur du Sagan Tosu, club de la J. League 1 (D1) japonaise. 
- 2010-2013 :  CE Sabadell
- fév. 2014-2014 :  RCD Majorque
- jan .2016-2016 :  Real Saragosse
- 2017-sep. 2017 :  Gimnàstic Tarragone
- 2019 :  Sagan Tosu

## Palmarès
Avec le RCD Majorque :
- Vainqueur de la Supercoupe d'Espagne en 1998